# Castello di Capalbiaccio
Il castello di Capalbiaccio si trova sull'omonimo poggio nella parte sud-occidentale del territorio comunale di Capalbio, poco a nord rispetto al Lago di San Floriano. Il castello è in rovina rimanendo visibili solo alcuni ruderi.

## Storia
Il complesso sorse nel corso del XII secolo come possedimento dell'abbazia delle Tre Fontane di Roma che, nei decenni successivi, lo cedette agli Aldobrandeschi.
La struttura si dispone a forma ovale e presenta due parti distinte, una più piccola priva di edifici delimitata da un muro ed una più estesa dove affiorano i resti di un borgo fortificato, di una torre e di una chiesa.
Alla fine del Duecento l'intero complesso fortificato fu ereditato dagli Orsini di Pitigliano, che vi esercitarono il controllo fino agli inizi del Quattrocento, epoca in cui venne espugnato dai senesi. Entrato a far parte del territorio della Repubblica di Siena, ne fu decisa l'immediata distruzione. Negli ultimi decenni del secolo scorso sono state condotte varie campagne di scavo dall'Università di Wesley, che hanno permesso di riportare alla luce i resti dell'originario insediamento fortificato.